# Kardašova Řečice
Kardašova Řečice település Csehországban, a Jindřichův Hradec-i járásban. Kardašova Řečice Val, Velký Ratmírov, Hatín, Pluhův Žďár, Pleše, Ratiboř, Višňová, Jindřichův Hradec és Drahov településekkel határos. Lakosainak száma 2242 fő (2024. január 1.).

## Népesség
A település lakosságának változását az alábbi diagram mutatja:
| Lakosok száma | 3045 | 3129 | 2948 | 2450 | 2135 | 2225 | 2266 | 2199 | 2147 | 2242 |
|               | 1869 | 1900 | 1921 | 1961 | 1980 | 2011 | 2016 | 2019 | 2021 | 2024 |